# San José del Potrero (kommun)
San José del Potrero är en kommun i Honduras.   Den ligger i departementet Departamento de Comayagua, i den centrala delen av landet, 90 km norr om huvudstaden Tegucigalpa. Antalet invånare är 5 298. Arean är 199 kvadratkilometer.
Terrängen i San José del Potrero är huvudsakligen kuperad.